# Horváth Endre (plébános)
Horváth Endre (Esztergom, 1816. november 26. – Esztergom, 1871. július 28.) római katolikus plébános.

## Élete
1827 és 1833 között az esztergomi bencés gimnáziumban tanult; 1833-ban az esztergomi főmegye növendékei közé felvették. A bölcseletet 1833-34-ig Nagyszombatban, a hittudományokat 1835-től pedig Pesten hallgatta. 1839. július 26-án miséspappá szentelték föl, 1840-ben Révkomáromba káplánnak és 1844-ben a nagyszombati szemináriumba tanulmányi felügyelőnek rendelték. 1849. december 10-én izsai (Komárom megye) plébános lett, mely állását 1850. október 2-án foglalta el. 1870. november 1-jén lemondott javadalmáról és mint nyugdíjas a Szent Béláról címzett intézet tagja volt Esztergomban. Komárom megye táblabirája volt.
Egyházi és világi lapokba, különösen a Világba, Budapesti Hiradóba és a Historisch-politische Blätterbe (1845-47), a pesti növendékpapság magyar iskolájának Munkálataiba IX. 1843. B. Andrássy Antal rozsnyói püspök életrajza) és a Kath. Lelkipásztorba (1866-68.) írt.

## Művei
- Jó pásztor. Nagybőjti beszédekben. Buda. 1844. (Ism. Egyházi és Literaturai Lapok 5. sz.)
- Szent beszéd dicső vértanú sz. Béla püspöknek, a magyarok megtérítőjének, az esztergomi főmegye és főszékesegyház védszentjének ünnepére... Mondatott az esztergomi főszékesegyházban husvét után II. vasárnapon ápr. 26. 1868. Komárom, 1868.
- Nagybőjti szent beszédek Krisztus Urunk egyháza szenvedéséről. Komárom, 1868.
- Irányzatok a Kath. Autonomia ügyében. Pest, 1869. (Névtelenül.)